# تاريخ الجغرافيا
يشمل تاريخ الجغرافيا مختلف تواريخ الجغرافيا التي اختلفت بمرور الزمان وباختلاف الجماعات الثقافية والسياسية. وبعد التطورات الأخيرة، أصبحت الجغرافيا تخصصًا أكاديميًا متميزًا. واللفظ «جغرافيا» مشتق من اليونانية γεωγραφία - geographia،  الذي يعني حرفيًا «أن تصف الأرض أو تكتب عنها». وأول من استخدم كلمة «الجغرافيا» كان إراتوستينس (Eratosthenes) (من 276 إلى 194 قبل الميلاد). ومع ذلك، فهناك أدلة على ممارسات في علم الجغرافيا كان متعارفٌ عليها قبل استخدام مصطلح الجغرافيا، مثل علم الخرائط (أو صنع الخرائط).

## بابل
يعود تاريخ أقدم خرائط العالم المعروفة إلى بابل القديمة من القرن 9 قبل الميلاد. ومع ذلك، تعد أفضل خرائط العالم البابلية هي صورة العالم (Imago Mundi) التي رسمت سنة 600 قبل الميلاد. وتعرض الخريطة بشكلها الجديد بعد أن حدّثها إيكهارد أنغر (Eckhard Unger) مدينة بابل على نهر الفرات ومحاطة بأرض يابسة دائرية يشار إلى أنها آشور أرارات والعديد من المدن المحاطة بـ«نهر المر» (أوقيانوس) (Oceanus) بالإضافة إلى سبع جزر مرتبة حولها على شكل نجمة سباعية السطوح. يذكر النص المصاحب سبع مناطق خارجية وراء المحيط التي يحدها من جميع جوانبها. وكتب البقاء لوصف خمس منها.
وعلى النقيض من صورة العالم هناك صورة بابلية أقدم لـخريطة العالم يعود تاريخها إلى القرن التاسع قبل الميلاد صورت بابل على أنها أيضًا إلى الشمال من مركز العالم، ومع ذلك لم يتأكد بعد ماذا كان يعني مركز العالم بالنسبة لهم.